# بوريبيستا

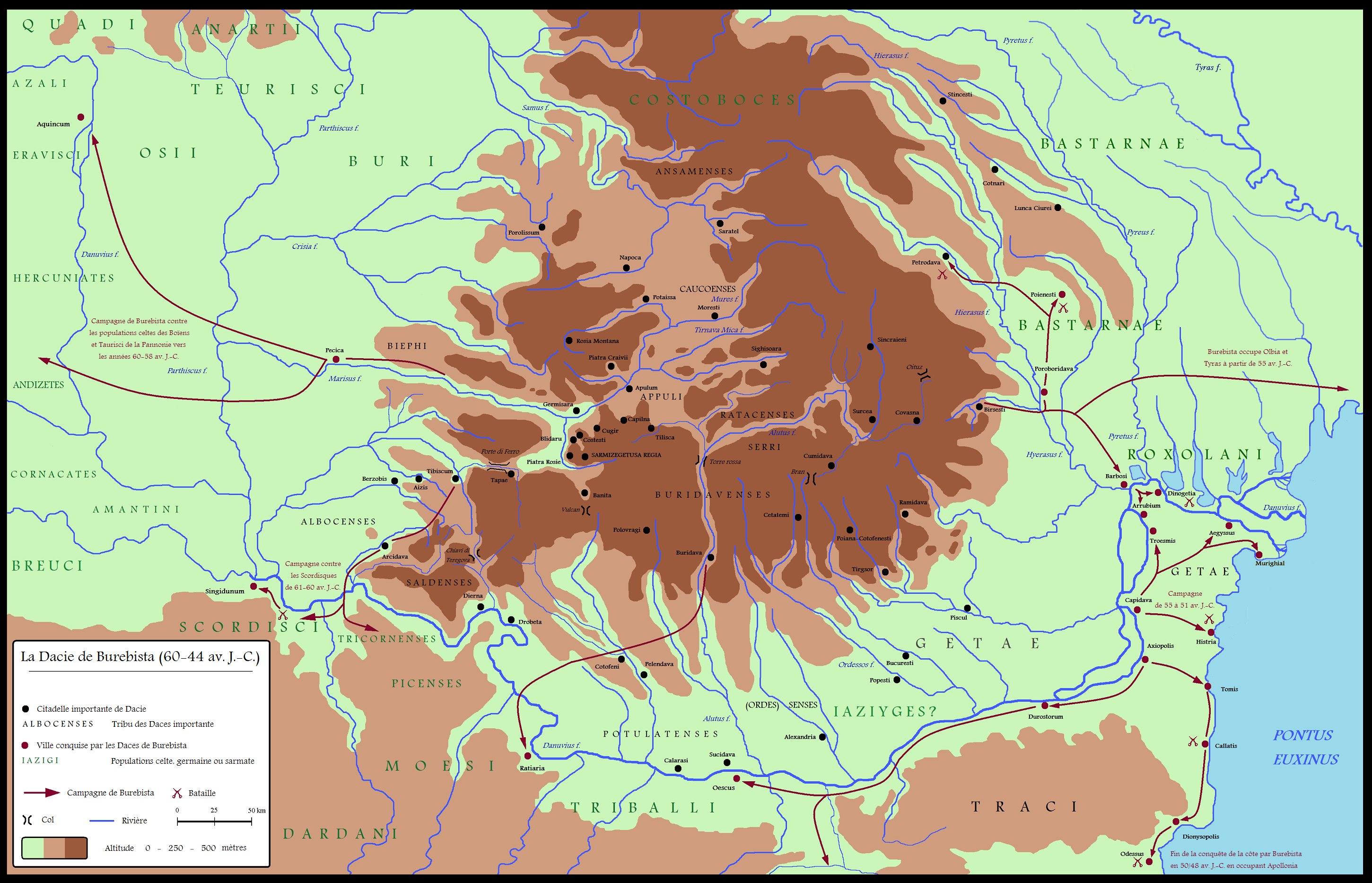
خريطة للمنطقة أثناء حملات بوريبيستا العسكرية

بوريبيستا (بالإنجليزية: Burebista) ((بالإغريقية: Βυρεβίστας, Βοιρεβίστας)‏) هو ملك الغيتيون والدايقون، الذي وحد بين هذه القبائل لأول مرة وحكمها من 82 ق.م إلى 44 ق.م. وقاد هجمات سلب واستيلاء على وسط وجنوب شرق أوروبا، حتى خضعت له أغلب القبائل المجاورة. وبعد اغتياله في مؤامرة داخلية، انقسمت الإمبراطورية إلى العديد من الدويلات.

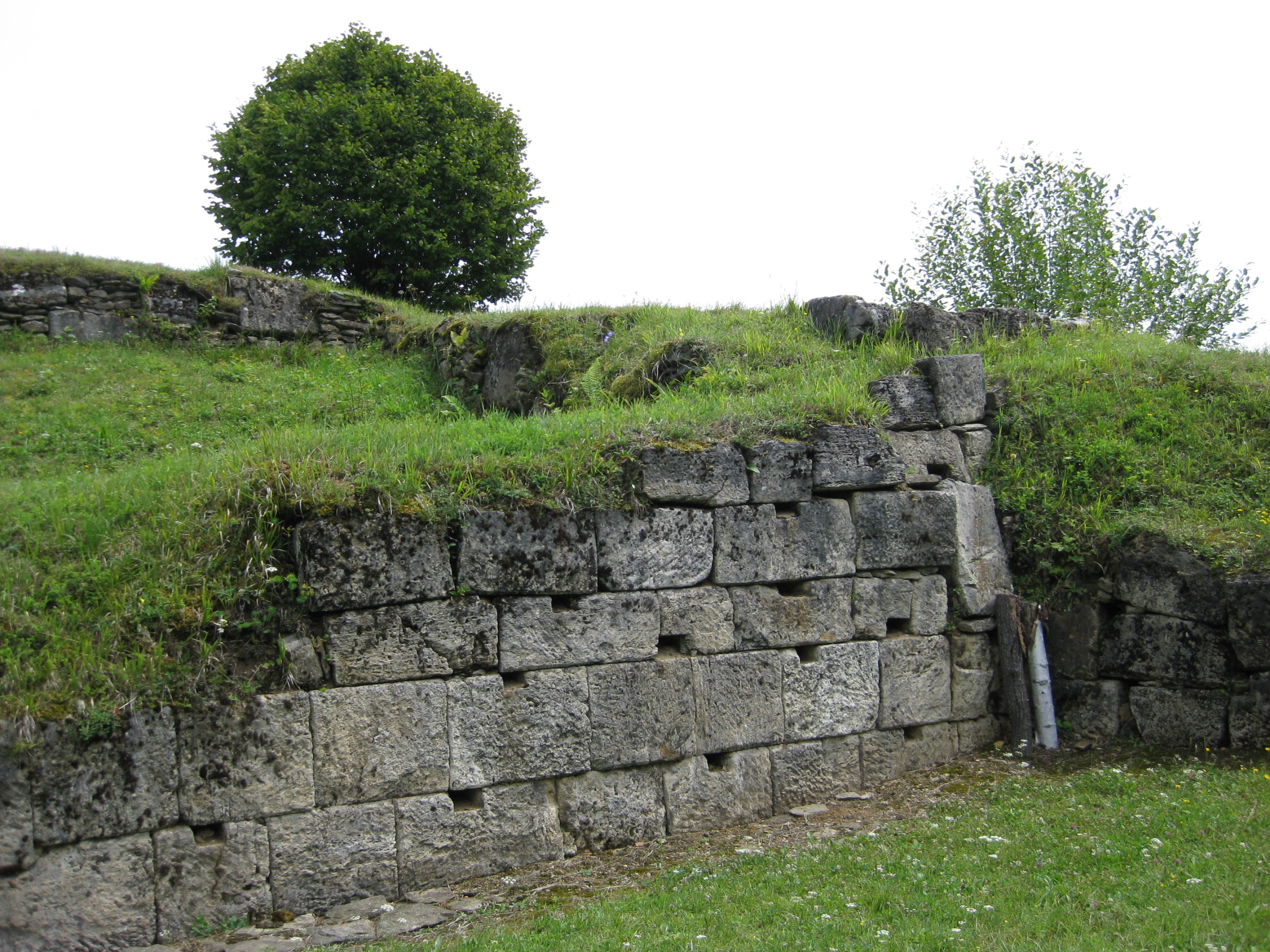
جدران من حصن بليدارو (Blidaru) (مقاطعة هونيدارا في رومانيا)، التي بناها بوريبيستا

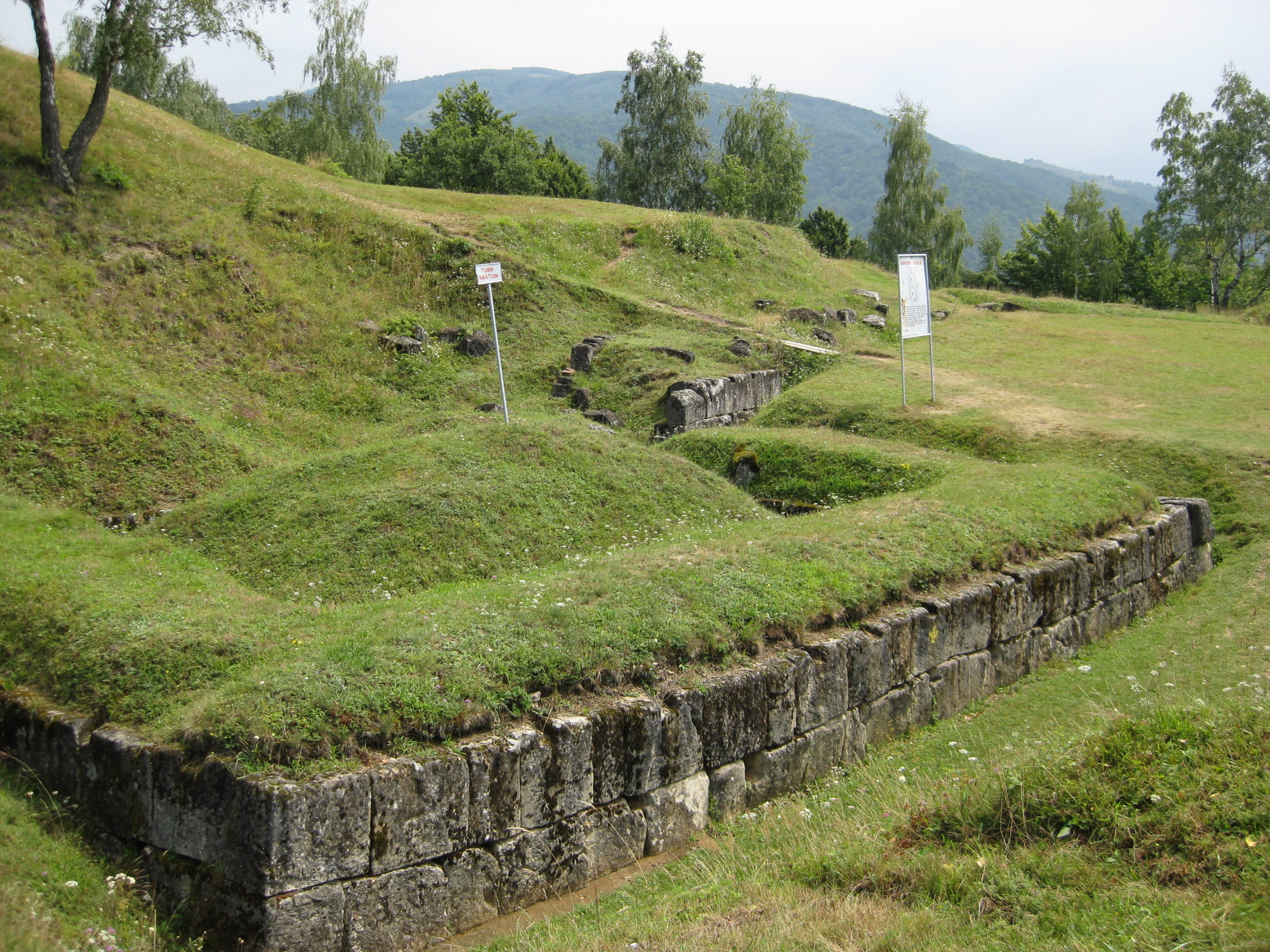
جدران من حصن كوستيستي (Costeşti)

## وفاته

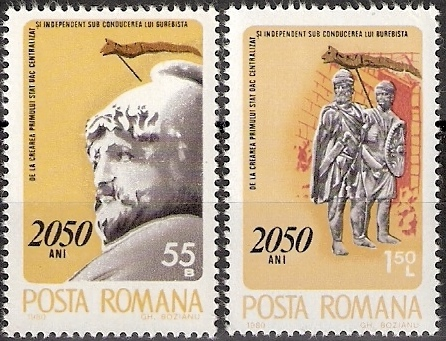
وكُتب على طابع لسنة 1980 في رومانيا، "بعد 2050 عامًا من تكوّن أول دولة مركزية ومستقلة بقيادة بوريبيستا".